# Premiul Nebula

Logo-ul Nebula Awards

Premiul Nebula (engleză Nebula Award) este un premiu acordat în fiecare an de Science Fiction and Fantasy Writers of America (SFWA), pentru cea mai bună scriere științifico-fantastică sau fantezie (SF/F) publicată în Statele Unite în cursul anului precedent. Nu există nicio sumă de bani asociată cu acest premiu, premiul fiind un bloc transparent, cu o nebuloasă încorporată în formă de spirală luminoasă. 
Este considerat "Oscar-ul domeniul SF/F". Festivitatea de premiere se ține la banchetul anual Nebula Awards, ținut de obicei în aprilie - mai.

## Categoriile premiate
Premiile pentru ficțiune sunt atribuite în cinci categorii diferite: roman, nuvelă, nuvelă scurtă, povestire și scenariu.
Categoriile sunt definite în funcție de numărul în cuvinte, după cum urmează: 
- roman: o lucrare de 40000 de cuvinte sau mai mult
- nuvelă: o lucrare de cel puțin 17500 cuvinte, dar sub 40000 cuvinte
- nuvelă scurtă: o lucrare de cel puțin 7500 cuvinte, dar sub 17500 cuvinte
- povestire: o opera sub 7500 cuvinte
- scenariu: un scenariu pentru un film, tv sau emisiune radio, sau o piesă de teatru

## Istorie
A fost acordat pentru prima oară în 1966 pentru scrierile din 1965. Romanul Dune al lui Frank Herbert a câștigat premiul pentru cel mai bun roman.
Printre autorii notabili cu scrieri premiate sunt: Isaac Asimov (de trei ori), William Gibson, Larry Niven, Theodore Sturgeon, Connie Willis (de șase ori), Joe Haldeman (de cinci ori), Greg Bear, Lois McMaster Bujold, Harlan Ellison (de patru ori), Ursula K. Le Guin (de șase ori), Roger Zelazny (de trei ori), Orson Scott Card (de două ori), Catherine Asaro (de două ori), Arthur C. Clarke (de trei ori), Samuel R. Delany, Neil Gaiman, Vonda McIntyre, Frederik Pohl sau Kim Stanley Robinson (de două ori).

## Liste de premiați
- Premiul Nebula pentru cel mai bun roman
- Premiul Nebula pentru cea mai bună nuvelă
- Premiul Nebula pentru cea mai bună nuveletă
- Premiul Nebula pentru cea mai bună povestire
- Premiul Nebula pentru cel mai bun scenariu